# Kaži mi
Kaži mi è il singolo di debutto della cantante croata Nina Kraljić, pubblicato l'8 aprile 2015 su etichetta discografica Menart Records.

## Tracce
Download digitale
1. Kaži mi – 3:18